# Josif Chirila
Josif Chirila, född den 5 januari 1983 i Constanța, Rumänien, är en rumänsk kanotist.
Han tog bland annat VM-guld i C-4 500 meter i samband med sprintvärldsmästerskapen i kanotsport 2005 i Zagreb.